# Croix de Cong
La croix de Cong (en irlandais : Cros Chonga, « le baculum jaune ») est une croix de procession chrétienne irlandaise ornementée du début du XIIe siècle, qui a été, comme l'indique une inscription, réalisée pour Tairrdelbach Ua Conchobair (décédé en 1156), roi du Connacht et haut roi d'Irlande pour faire un don à la cathédrale de l'époque qui était située à Tuam, dans le comté de Galway, en Irlande. La croix a ensuite été déplacée vers l'abbaye de Cong à Cong, dans le comté de Mayo, d'où elle tire son nom. Elle a été conçue pour être placée sur une hampe et est également un reliquaire, prévu pour contenir un prétendu fragment de la Vraie Croix. Cela lui a donné une importance supplémentaire en tant qu'objet de révérence et a sans aucun doute été la raison de la splendeur élaborée de l'objet.
La croix est exposée au National Museum of Ireland de Dublin, après avoir été au Musée de la Royal Irish Academy de Dublin. Il est considéré comme l'un des plus beaux exemples de ferronnerie et d'art décoratif de son époque en Europe occidentale.

## Description
La croix se compose d'une croix en chêne, recouverte d'or, d'argent, de niello, de cuivre, de bronze, de laiton, d'émail, de verre coloré et d'autres ornements. En plus des caractéristiques de conception irlandaises traditionnelles de l'art insulaire, la croix présente également des influences vikings et romanes y compris une décoration de strapwork dans le style Urnes. Il a été suggéré que les éléments stylistiques insulaires plus anciens pourraient être un renouveau délibéré. La décoration comprend un minutieux travail en filigrane doré dans un motif entrelacé appelé à l'avant et à l'arrière. Les têtes des bêtes de base de chaque côté saisissent la croix dans leur bouche, c'est une caractéristique également trouvée dans les croix allemandes. La forme générale de la croix était considérée comme romane, mais des découvertes récentes ont montré des formes très similaires dans des pièces irlandaises beaucoup plus anciennes. Certaines des pierres précieuses originales et des morceaux de verre qui ont été cloutés sur la croix sont maintenant manquants.
Il y a un grand morceau de cristal de roche poli au centre de la croix. Sous celui-ci se trouvait la relique (envoyée de Rome vers l'an 1123) de ce que l'on croyait à l'époque être la Vraie Croix. La relique est depuis perdue et n'était qu'un petit fragment de bois. Le cristal est semi-transparent, permettant à la relique d'être partiellement vue par le public.

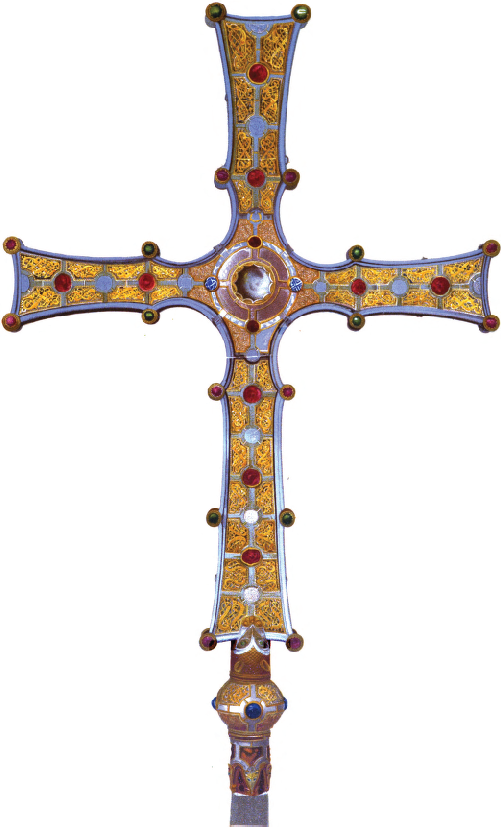
Détail de notes sur la croix de Cong

La croix mesure 76 cm de haut et les bras sont 48 cm de largeur.
En tant que croix de procession, elle était portée montée sur sa hampe à la tête d'une procession religieuse par l'un des membres du clergé officiant ou des servants d'autel. Souvent, ces croix ont ensuite été retirées de leurs mâts et placées sur l'autel pendant la cérémonie.
La réincarnation de techniques irlandaises de travail des métaux séculaires, telles que la juxtaposition d'émaux rouges et jaunes, est visible sur la Croix de Cong et le sanctuaire de Manchan.

## Histoire
Selon les annales irlandaises, appuyées par les inscriptions sur la croix elle-même (qui font référence à des personnages historiques connus), la croix a été réalisée dans le comté de Roscommon. Dans les annales, la croix est parfois appelée dans la langue irlandaise un Bacall Buidhe, qui se traduit par « le bâton jaune » - une référence à sa couleur dorée.

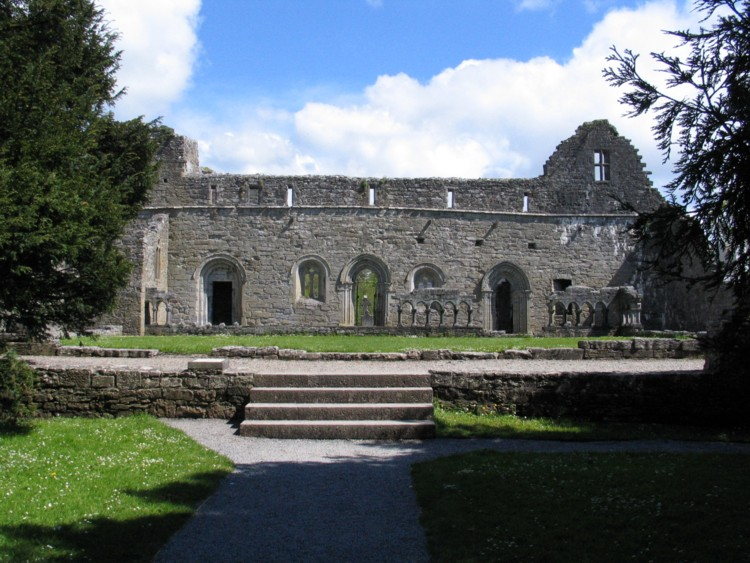
Ruines de l'abbaye de Cong, comté de Mayo.

La croix a été commandée par le roi Tairrdelbach Ua Conchobair.
En l'an 1123, selon ce que prétend les annales irlandaises, un fragment de la Vraie Croix est arrivé en Irlande et a été consacré à Roscommon. La croix semble alors s'être déplacée vers Tuam. À une date précoce, probablement au milieu du XIIe siècle, la croix a été déplacée de Tuam à l'abbaye de Cong, une abbaye fondée par les Augustins sur un site chrétien beaucoup plus ancien.
Au cours des siècles suivants, l'emplacement exact de la croix dans la région de Cong est incertain, mais elle semble avoir été cachée par les habitants et les ecclésiastiques dans leurs maisons en raison de la persécution religieuse contre les catholiques, qui a atteint son apogée en Irlande en vertu des lois pénales.
En 1680, Ruaidhrí Ó Flaithbheartaigh, l'historien du comté de Galway, a vu la croix (qu'il appelait « l'abbé de la croix de Cong ») et en a copié les inscriptions. Edward Lhuyd du Pays de Galles, ami de Ó Flaithbheartaigh, a enregistré ce fait dans son "Archaeologia Britannica", publié en 1707.

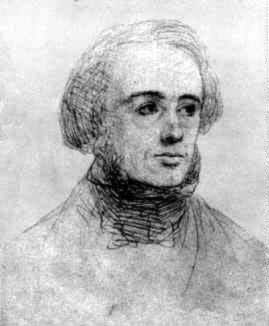
James MacCullagh (1809-1847).

Au XIXe siècle, George Petrie, l'antiquaire irlandais, savait que le livre de Lhuyd mentionnait la croix, bien qu'il ait mal interprété en partie les détails. En 1822, Petrie avait lui-même vu la croix en passant par Cong lors d'une visite qu'il avait faite de la province de Connacht. Petrie a parlé à son ami, le professeur James MacCullagh (du Trinity College, Dublin), de la croix et de sa valeur historique. MacCullagh, qui n'était pas un homme riche a utilisé son propre argent pour acheter la croix du curé de Cong au père Michael Waldron qui avait succédé au Père Patrick Prendergast comme curé de Cong. Quand le père Prendergast décède en 1829, MacCullagh découvre la croix parmi ses biens. Le père Patrick Prendergast, un Augustin, était également considéré comme le dernier abbé de l'abbaye de Cong. Il avait découvert la croix cachée dans un vieux coffre en chêne conservé dans une maison du village, où elle aurait été conservée depuis le milieu du XVIIe siècle (à l'époque de la conquête cromwellienne de l'Irlande). Il a ensuite gardé la croix dans sa maison, appelée «Abbotstown», située dans une ferme du bourg de Ballymagibbon (ou Ballymacgibbon), qui est proche de Cong. William Wilde, qui était originaire de cette partie de l'Irlande, avait vu la croix dans son enfance en possession du père Prendergast et a déclaré qu'à cette époque (au début du XIXe siècle), la croix était utilisée à la chapelle Cong lors des fêtes de Noël et de Pâques, lorsqu'elle était placée sur l'autel pendant la messe. MacCullagh a présenté la croix en 1839 à la Royal Irish Academy, où elle a été pendant longtemps l'un de ses artefacts les plus précieux,.
Vers 1890, la croix a été transférée au Musée national des sciences et des arts de Dublin, récemment inauguré, qui a précédé le Musée national d'Irlande. Il est resté dans le même bâtiment lorsque le Musée national d'Irlande a été fondé en 1925. Aujourd'hui, la croix reste au National Museum of Ireland, bien qu'elle soit exposée au National Museum of Ireland - Country Life, à Turlough Park, Castlebar, depuis le 31 mars 2010 pendant un an, alors que le musée de Dublin était en cours de rénovation. C'était la première fois que la croix quittait Dublin depuis les années 1830.

## Inscriptions
La croix comporte des inscriptions, qui sont toutes en langue irlandaise, à l'exception d'une qui est en latin.

### Latin
L'inscription latine est répétée deux fois, une fois de chaque côté de la hampe, dans un cas, les lettres du sixième mot sont PAHUS et dans l'autre, PASUS ; on devrait lire PASSUS. Une gravure en fac-similé (obtenue à partir d'un frottement) d'une de ces inscriptions est présentée ci-dessous,
En latin moderne, cela se traduit par « Hāc cruce crux tegitur quā pas [s] us conditor orbis », qui a été traduit par « Avec cette croix est recouverte la croix sur laquelle a souffert le Créateur du Monde » ou, avec une signification similaire, comme « Dans cette croix est préservée [ou conservée] la croix sur laquelle le Fondateur du monde a souffert ».

### irlandais

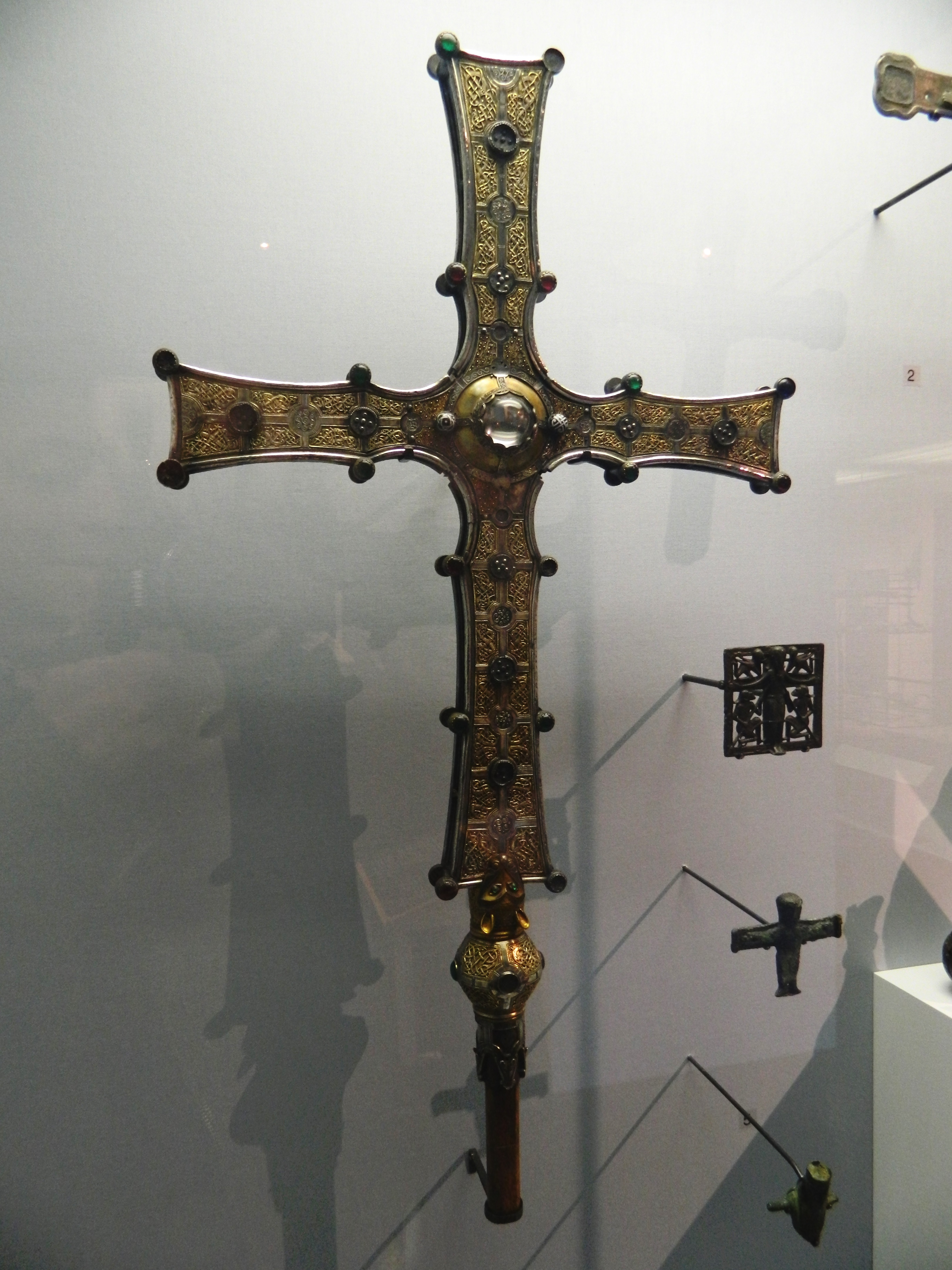
Réplique au musée d'Ulster

De plus, les inscriptions en langue irlandaise traduites se lisent comme suit :

« Une prière pour Tairrdelbach Ua Conchobair, pour le roi d'Irlande, pour qui ce reliquaire a été réalisé.
Priez pour Muireadhach Ua Dubhthaigh, l'aîné d'Erin.
Priez pour Domnall mac Flannacáin Ua Dubthaig, évêque de Connacht et Comarb [successeur] de [saints] Comman et Ciaran, sous la direction desquels ce reliquaire a été fait.
Priez pour Mael Isu mac Bratdan O Echan, qui a fait ce reliquaire. »

## Création
Les similitudes techniques et stylistiques avec la « Croix du groupe Cong », confirme sans aucun doute que la Croix de Cong a été fabriquée dans un atelier actif « bien défini » et « original » de métal fin dans le comté de Roscommon du XIIe siècle,,,,,,. La croix a probablement été commandée par l’évêque Domnall mac Flannacain Ui Dubthaig, d’Elphin, l’un des plus riches siège épiscopal en Irlande médiévale, et créé par le maître orfèvre irlandais nommé: Mael Isu Bratain Ui Echach (Mailisa Macegan), dont O’Donovan dit qu’il était l’abbé de Cloncraff, dans le comté de Roscommon,, bien qu’il manque des preuves solides de cette identification. Le fondateur et patron de cet atelier, aurait pu être Saint Assicus d’Elphin. Ruaidrí Ua Conchobair était patron de la relique, mais c'est peut-être un monastère plutôt qu'un diocèse qui aurait commandé ces reliquaires métalliques.